# クシシュトフ・ソシンスキー

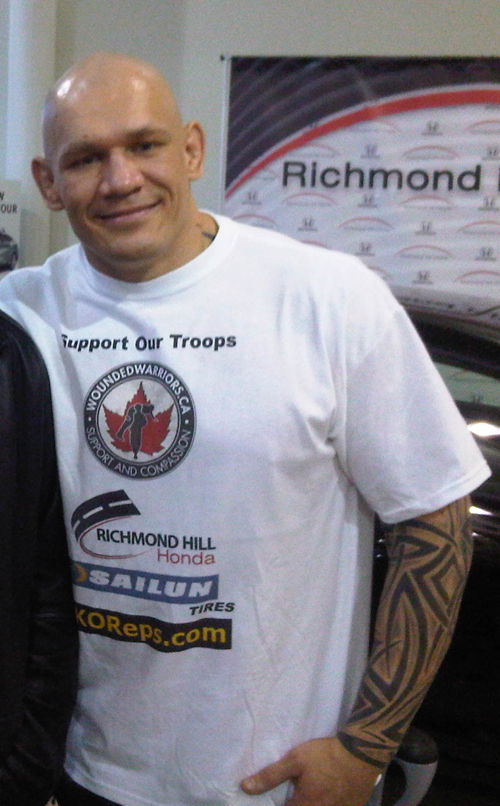
クシシュトフ・ソシンスキー

クシシュトフ・ソシンスキー（Krzysztof Soszyński、1977年11月8日 - ）は、ポーランドの男性総合格闘家。ポトカルパチェ県スタロヴァ・ヴォラ出身。カナダ・マニトバ州在住。レインMMA/チーム・クエスト所属。元TKO世界ヘビー級王者。クリストフ・ソジンスキーとも表記される。

## 来歴
10歳でポーランドからカナダのマニトバ州ウィニペグに移住。高校時代にはカナディアンフットボールとサッカーを経験するが、後にボディビルとプロレスを始める。バッドニュース・アレンに弟子入りし、しばらくはプロレスラーとして活躍していたが、ブラジリアン柔術を学んだことをきっかけに2003年に総合格闘技へと転向した。
IFLには2006年の旗揚げ戦から参戦し、バス・ルッテン率いるロサンゼルス・アナコンダズのヘビー級選手として試合を重ねた。
2006年9月29日、TKO世界ヘビー級タイトルマッチでイチョー・ラレナスと対戦し、ドクターストップでTKO勝ちを収め王座獲得に成功した。

### TUF
2008年はUFCのリアリティ番組「The Ultimate Fighter」のシーズン8に参加。マイク・スチュワート、カイル・キングスバリーを破りベスト4に進出するも、準決勝ではヴィニシウス・マガリャエスに敗れた。12月13日のThe Ultimate Fighter: Team Nogueira vs. Team Mir Finaleではシェイン・プリムにチキンウィングアームロックで一本勝ち。サブミッション・オブ・ザ・ナイトを受賞した。

### UFC
2009年4月18日、UFC 97で元WEC世界ライトヘビー級王者のブライアン・スタンと対戦し、チキンウィングアームロックで一本勝ち。2戦連続でサブミッション・オブ・ザ・ナイトを受賞した。5月23日、連続参戦となったUFC 98でアンドレ・グスマォンと対戦し、右ストレートでダウンを奪いパウンドで追撃しTKO勝ちを収めた。8月29日、UFC 102でブランドン・ヴェラと対戦し、0-3の判定負けを喫した。
2010年2月20日、UFC 110でステファン・ボナーと対戦し、カットによるドクターストップでTKO勝ちを収めた。その後7月3日のUFC 116でボナーと再戦したが、顔面への膝蹴りでダウンし、パウンドでTKO負け。ファイト・オブ・ザ・ナイトを受賞した。
2010年11月13日、UFC 122でゴラン・レルジッチと対戦し、3-0の判定勝ちを収めた。
2011年12月10日、UFC 140でイゴール・ポクラヤッチと対戦し、スタンドパンチ連打で自身初の失神KO負け。試合後に引退を表明した。
2014年8月16日、出演したテレビ番組でパンチドランカーの症状が発症したため正式に引退を表明した。

## 戦績
| 総合格闘技 戦績 | 総合格闘技 戦績 | 総合格闘技 戦績 | 総合格闘技 戦績 | 総合格闘技 戦績 | 総合格闘技 戦績 | 総合格闘技 戦績 |
| --------------- | --------------- | --------------- | --------------- | --------------- | --------------- | --------------- |
| 39 試合         | (T)KO           | 一本            | 判定            | その他          | 引き分け        | 無効試合        |
| 26 勝           | 10              | 11              | 3               | 2               | 1               | 0               |
| 12 敗           | 6               | 1               | 5               | 0               | 1               | 0               |

| 勝敗 | 対戦相手                 | 試合結果                             | 大会名                                                  | 開催年月日     |
| ×    | イゴール・ポクラヤッチ   | 1R 0:35 KO（スタンドパンチ連打）     | UFC 140: Jones vs. Machida                              | 2011年12月10日 |
| ○    | マイク・マッセンジオ     | 5分3R終了 判定3-0                    | UFC 131: dos Santos vs. Carwin                          | 2011年6月11日  |
| ○    | ゴラン・レルジッチ       | 5分3R終了 判定3-0                    | UFC 122: Marquardt vs. Okami                            | 2010年11月13日 |
| ×    | ステファン・ボナー       | 2R 3:08 TKO（膝蹴り→パウンド）       | UFC 116: Lesnar vs. Carwin                              | 2010年7月3日   |
| ○    | ステファン・ボナー       | 3R 1:04 TKO（ドクターストップ）      | UFC 110: Nogueira vs. Velasquez                         | 2010年2月20日  |
| ×    | ブランドン・ヴェラ       | 5分3R終了 判定0-3                    | UFC 102: Couture vs. Nogueira                           | 2009年8月29日  |
| ○    | アンドレ・グスマォン     | 1R 3:17 KO（右ストレート→パウンド）  | UFC 98: Evans vs. Machida                               | 2009年5月23日  |
| ○    | ブライアン・スタン       | 1R 3:53 チキンウィングアームロック   | UFC 97: Redemption                                      | 2009年4月18日  |
| ○    | シェイン・プリム         | 2R 3:27 チキンウィングアームロック   | The Ultimate Fighter: Team Nogueira vs. Team Mir Finale | 2008年12月13日 |
| ○    | マーカス・ヒックス       | 1R チキンウィングアームロック        | UCW 11: Hell in the Cage                                | 2008年4月11日  |
| ○    | アレックス・アンドラーデ | 2R 4:46 反則（ローブロー）           | Ring of Combat 18                                       | 2008年3月7日   |
| ○    | ロバート・ヴィレガス     | 2R 3:15 失格（試合放棄）             | HDNet Fights: Reckless Abandon                          | 2007年12月15日 |
| ×    | ベン・ロズウェル         | 1R 0:13 TKO（パンチ連打）            | IFL: 2007 Semifinals                                    | 2007年8月2日   |
| ×    | リース・アンディ         | 4分3R終了 判定1-2                    | IFL: Everett                                            | 2007年6月1日   |
| ○    | ダン・クリスティソン     | 4分3R終了 判定3-0                    | IFL: Los Angeles                                        | 2007年3月17日  |
| ×    | マイク・ホワイトヘッド   | 4分3R終了 判定0-3                    | IFL: Championship Final                                 | 2006年12月29日 |
| ○    | デヴィン・コール         | 2R 1:14 腕ひしぎ十字固め             | IFL: Championship SemiFinals                            | 2006年11月2日  |
| ○    | イチョー・ラレナス       | 3R TKO（ドクターストップ）           | TKO 27: Reincarnation 【TKO世界ヘビー級タイトルマッチ】 | 2006年9月29日  |
| ○    | トム・ハワード           | 1R 3:47 TKO（パンチ連打）            | IFL: Portland                                           | 2006年9月9日   |
| ○    | ヤン・ペレリン           | 1R 1:30 チキンウィングアームロック   | TKO 26: Heatwave                                        | 2006年6月30日  |
| ×    | ベン・ロズウェル         | 1R 3:59 TKO（パンチ連打）            | IFL: Legends Championship 2006                          | 2006年4月29日  |
| △    | マイク・カイル           | 1R 2:02 テクニカルドロー（サミング） | Strikeforce: Shamrock vs. Gracie                        | 2006年3月10日  |
| ×    | ブライアン・ショール     | 3R 3:00 TKO（パンチ連打）            | TKO 24: Eruption                                        | 2006年1月28日  |
| ×    | マーティン・デジレッツ   | 2R 1:30 TKO（ドクターストップ）      | TKO 23: Extreme                                         | 2005年11月5日  |
| ×    | マット・ホーウィッチ     | 2R 0:52 チョークスリーパー           | Freedom Fight: Canada vs. USA                           | 2005年7月9日   |
| ○    | ロン・フィールズ         | 1R 2:25 腕ひしぎ十字固め             | Ultimate Cage Wars 2: Caged Inferno                     | 2005年6月18日  |
| ○    | ジェイソン・デイ         | 1R 2:08 TKO（パンチ連打）            | Roadhouse Rumble 11                                     | 2005年4月9日   |
| ○    | トロイ・ヘイドリー       | 1R TKO（パンチ連打）                 | NFA: Super Brawl                                        | 2005年1月29日  |
| ○    | クリス・ティール         | 1R KO（パンチ連打）                  | Ultimate Cage Wars 1                                    | 2004年10月29日 |
| ○    | ワイアット・ルイス       | 1R KO（パンチ連打）                  | Rage in the Ring 1                                      | 2004年10月23日 |
| ○    | リー・メイン             | 2R 2:06 ギブアップ（パンチ連打）     | WFF 7: Professional Shooto                              | 2004年7月23日  |
| ×    | クリス・タッチシェラー   | 3分3R終了 判定0-3                    | NFA: Title Trials                                       | 2004年6月12日  |
| ○    | デニス・ストゥール       | 1R TKO（パンチ連打）                 | ICC: Trials 2 【ヘビー級王座決定トーナメント 決勝】     | 2004年4月30日  |
| ○    | ジャック・バートン       | 1R チョークスリーパー                | ICC: Trials 2 【ヘビー級王座決定トーナメント 1回戦】    | 2004年4月30日  |
| ○    | マット・ラフロンボイス   | 1R 1:14 ギブアップ（パンチ連打）     | Dakota Fighting Championships 1                         | 2004年4月17日  |
| ○    | カイル・オルセン         | 1R 4:55 ギブアップ（疲労）           | NFA: Best Damn Fights                                   | 2004年3月20日  |
| ○    | ベン・コネツネク         | 1R 0:26 TKO（パンチ連打）            | IFA: Ultimate Trials                                    | 2004年2月27日  |
| ×    | ジェイソン・デイ         | 5分2R終了 判定0-3                    | Roadhouse Rumble 8                                      | 2003年11月1日  |
| ○    | マット・ラフロンボイス   | 1R 3:23 ギブアップ（パンチ連打）     | Absolute Ada Fights 4                                   | 2003年9月13日  |

## 獲得タイトル
- ICCヘビー級王座（2004年）
- 第3代TKO世界ヘビー級王座（2006年）

## 表彰
- UFC ファイト・オブ・ザ・ナイト（1回）
- UFC サブミッション・オブ・ザ・ナイト（2回）

## 出演

### 映画
- 闘魂先生 Mr.ネバーギブアップ（2012年）- ケン・ディートリック役